# Mona Barthel
Mona Barthel (Bad Segeberg, 1990. július 11. –) német hivatásos teniszezőnő, olimpikon.
2008 óta versenyez a profik között. Négy egyéni WTA-tornagyőzelemmel rendelkezik. Első győzelmét 2012-ben aratta, amikor a selejtezőből feljutva nagy meglepetésre megnyerte a hobarti International tornát, a döntőben az első kiemelt Yanina Wickmayert legyőzve. Párosban három WTA-tornát, ezen kívül egyéniben egy WTA 125K-, valamint egyéniben nyolc, párosban két ITF-tornát nyert meg. Az egyéni világranglistán a legjobb helyezése a huszonharmadik volt, amelyet 2013. március 18-án ért el, párosban a 63. helyen állt 2015. szeptember 14-én.
A Grand Slam-tornákon legjobb egyéni eredménye a 4. kör, amelybe a 2017-es Australian Openen jutott, párosban a 3. kör, amelyet a 2015-ben Wimbledonban ért el.
Németország színeiben vett részt a 2012-es londoni olimpia női egyes versenyén.

## WTA-döntői

### Egyéni

#### Győzelmei (4)
| Összesítés           |                        |
| Grand Slam-torna (0) |                        |
| Tier I (0)           | Premier Mandatory* (0) |
| Tier II (0)          | Premier Five* (0)      |
| Tier III (0)         | Premier* (1)           |
| Tier IV (0)          | International* (3)     |
| Tier V (0)           | Challenger* (0)        |

* 2009-től megváltozott a tornák rendszere. Challenger tornákat 2012-től rendeznek.
 Az egymás mellett azonos színnel jelölt tornatípusok között nincs teljes mértékű megfelelés.
| No. | Dátum            | Helyszín                              | Borítás    | Ellenfél a döntőben | Eredmény a döntőben |
| 1.  | 2012. január 14. | Moorilla Hobart International, Hobart | Kemény     | Yanina Wickmayer    | 6–1, 6–2            |
| 2.  | 2013. február 3. | Open GDF Suez, Párizs                 | Kemény (f) | Sara Errani         | 7–5, 7–6(4)         |
| 3.  | 2014. július 20. | Swedish Open, Båstad                  | Salak      | Chanelle Scheepers  | 6–3, 7–6(3)         |
| 4.  | 2017. május 6.   | Sparta Prague Open, Prága             | Salak      | Kristýna Plíšková   | 2–6, 7–5, 6–2       |

#### Elveszített döntői (3)
| No. | Dátum             | Helyszín                              | Borítás    | Ellenfél a döntőben | Eredmény a döntőben |
| 1.  | 2013. január 12.  | Moorilla Hobart International, Hobart | Kemény     | Jelena Vesznyina    | 3–6, 4–6            |
| 2.  | 2015. július 19.  | Swedish Open, Båstad                  | Salak      | Johanna Larsson     | 3–6, 6–7(2)         |
| 3.  | 2015. október 19. | BGL Luxembourg Open, Kockelscheuer    | Kemény (f) | Doi Miszaki         | 4–6, 7–6(7), 0–6    |

### Páros

#### Győzelmei (3)
| Összesítés           |                        |
| Grand Slam-torna (0) |                        |
| Tier I (0)           | Premier Mandatory* (0) |
| Tier II (0)          | Premier Five* (0)      |
| Tier III (0)         | Premier* (2)           |
| Tier IV (0)          | International* (1)     |
| Tier V (0)           | Challenger* (0)        |

* 2009-től megváltozott a tornák rendszere.
 Az egymás mellett azonos színnel jelölt tornatípusok között nincs teljes mértékű megfelelés.
|    | Dátum             | Torna                                | Borítás    | Partner            | Ellenfelek a döntőben                          | Eredmény a döntőben | Eredmény a döntőben |
| 1. | 2013. április 28. | Porsche Tennis Grand Prix, Stuttgart | Salak (f)  | Sabine Lisicki     | Bethanie Mattek-Sands Szánija Mirza            | 6–4, 7–5            |                     |
| 2. | 2015. október 19. | BGL Luxembourg Open, Luxembourg      | Kemény (f) | Laura Siegemund    | Anabel Medina Garrigues Arantxa Parra Santonja | 6–2, 7–6(2)         |                     |
| 3. | 2019. április 28. | Porsche Tennis Grand Prix, Stuttgart | Salak (f)  | Anna-Lena Friedsam | Anasztaszija Pavljucsenkova Lucie Šafářová     | 2–6, 6–3, [10–6]    |                     |

#### Elveszített döntői (1)
|    | Dátum                | Torna                 | Borítás | Partner       | Ellenfelek a döntőben                | Eredmény a döntőben | Eredmény a döntőben |
| 1. | 2014. szeptember 21. | KDB Korea Open, Szöul | Kemény  | Mandy Minella | Lara Arruabarrena Irina-Camelia Begu | 3–6, 3–6            |                     |

## WTA 125K döntői

### Egyéni

#### Elveszített döntői (1)
|    | Dátum               | Torna                                                         | Borítás | Ellenfél a döntőben | Eredmény a döntőben | Eredmény a döntőben |
| 1. | 2018. szeptember 9. | Oracle Challenger Series – Chicago, Chicago, Egyesült Államok | Kemény  | Petra Martić        | 1–6, 4–6            |                     |

### Páros

#### Győzelmei (1)
|    | Dátum               | Torna                                                         | Borítás | Partner           | Ellenfelek a döntőben      | Eredmény a döntőben | Eredmény a döntőben |
| 1. | 2018. szeptember 9. | Oracle Challenger Series – Chicago, Chicago, Egyesült Államok | Kemény  | Kristýna Plíšková | Asia Muhamed Maria Sanchez | 6–3, 6–2            |                     |

#### Elveszített döntői (1)
|    | Dátum               | Torna                                         | Borítás | Partner        | Ellenfelek a döntőben         | Eredmény a döntőben | Eredmény a döntőben |
| 1. | 2021. augusztus 22. | Chicago Challenger, Chicago, Egyesült Államok | Kemény  | Hsieh Yu-chieh | Hozumi Eri Peangtarn Plipuech | 5–7, 2–6            |                     |

## ITF döntői

### Egyéni (8–10)
| Díjazás              |
| -------------------- |
| $100,000 torna       |
| $75,000/80,000 torna |
| $50,000/60,000 torna |
| $40,000 torna        |
| $25,000 torna        |
| $15,000 torna        |
| $10,000 torna        |

| Eredmény | No. | Dátum                | Torna                                               | Borítás    | Ellenfél            | Eredmény         |
| -------- | --- | -------------------- | --------------------------------------------------- | ---------- | ------------------- | ---------------- |
| Döntős   | 1.  | 2008. július 19.     | Frinton, Egyesült Királyság                         | Fű         | Tara Moore          | 5–7, 1–6         |
| Döntős   | 2.  | 2008. július 26.     | Gausdal, Norvégia                                   | Kemény     | Svenja Weidemann    | 2–6, 3–6         |
| Győztes  | 1.  | 2010. január 24.     | Wrexham, Egyesült Királyság                         | Kemény     | Anne Kremer         | 6–1, 6–1         |
| Győztes  | 2.  | 2010. április 10.    | Torhout, Belgium                                    | Kemény (f) | Rebecca Marino      | 2–6, 6–4, 6–2    |
| Győztes  | 3.  | 2011. január 23.     | Andrézieux-Bouthéon, Franciaország                  | Kemény (f) | Stephanie Vogt      | 6–3, 3–6, 6–4    |
| Döntős   | 3.  | 2011. február 6.     | Sutton, Egyesült Királyság                          | Kemény (f) | Kristina Mladenovic | 3–6, 6–1, 2–6    |
| Döntős   | 4.  | 2011. augusztus 7.   | Emblem Health Bronx Open, \|Bronx, Egyesült Államok | Kemény     | Andrea Hlaváčková   | 6–7(8), 3–6      |
| Győztes  | 4.  | 2011. szeptember 18. | Mestre, Olaszország                                 | Salak      | Garbiñe Muguruza    | 7–5, 6–2         |
| Győztes  | 5.  | 2011. szeptember 24. | Shrewsbury, Egyesült Királyság                      | Kemény (f) | Heather Watson      | 6–0, 6–3         |
| Döntős   | 5.  | 2022. augusztus 14.  | Danderyd, Svédország                                | Salak      | Brenda Fruhvirtová  | 1–6, 3–6         |
| Döntős   | 6.  | 2022. november 20.   | Helsinki, Finnország                                | Kemény (f) | Taylor Ng           | 4–6, 6–2, 6–7(5) |
| Győztes  | 6.  | 2022. november 27.   | Pétange, Luxemburg                                  | Kemény (f) | Darija Sznyihur     | 7–6(2), 6–2      |
| Döntős   | 7.  | 2023. január 29.     | Sunderland, Egyesült Királyság                      | Kemény (f) | Greet Minnen        | 2–6, 6–1, 0–6    |
| Döntős   | 8.  | 2023. október 29.    | Glasgow, Egyesült Királyság                         | Kemény (f) | Darija Sznyihur     | 4–6, 4–6         |
| Győztes  | 7.  | 2023. november 26.   | Ortisei, Olaszország                                | Kemény (f) | Diāna Marcinkēviča  | 6–2, 6–7(6), 6–4 |
| Döntős   | 9.  | 2024. március 31.    | Croissy-Beaubourg, Franciaország                    | Kemény (f) | Lily Miyazaki       | 4–6, 5–7         |
| Döntős   | 10. | 2024. május 12.      | Trnava, Szlovákia                                   | Salak      | Moyuka Uchijima     | 6–7(3), 3–6      |
| Győztes  | 8.  | 2024. november 3.    | Hamburg, Németország                                | Kemény (f) | Sonay Kartal        | 6–4, 7–6(6)      |

### Páros (2–4)
| Díjazás              |
| -------------------- |
| $100,000 torna       |
| $75,000 torna        |
| $50,000/60,000 torna |
| $25,000 torna        |
| $15,000 torna        |
| $10,000 torna        |

| Eredmény | No. | Dátum             | Torna                              | Borítás    | Partner          | Ellenfél                                 | Eredmény         |
| -------- | --- | ----------------- | ---------------------------------- | ---------- | ---------------- | ---------------------------------------- | ---------------- |
| Döntős   | 1.  | 2008. július 26.  | Gausdal, Norvégia                  | Kemény     | Svenja Weidemann | Tegan Edwards Marcella Koek              | 6–1, 4–6, [8–10] |
| Döntős   | 2.  | 2010. február 28. | Biberach, Németország              | Kemény (f) | Carmen Klaschka  | Stéphanie Cohen-Aloro Selima Sfar        | 7–5, 1–6, [5–10] |
| Győztes  | 1.  | 2010. április 9.  | Torhout, Belgium                   | Kemény (f) | Justine Ozga     | Hana Birnerová Jekatyerina Bicskova      | 7–5, 6–2         |
| Döntős   | 3.  | 2021. május 15.   | La Bisbal d’Empordà, Spanyolország | Salak      | Mandy Minella    | Valentyina Ivahnyenko Andreea Prisăcariu | 3–6, 1–6         |
| Döntős   | 4.  | 2022. március 6.  | Joué-lès-Tours, Franciaország      | Kemény (f) | Yanina Wickmayer | Emily Appleton Ali Collins               | 6–2, 4–6, [6–10] |
| Győztes  | 2.  | 2022. május 8.    | Båstad, Svédország                 | Salak      | Caijsa Hennemann | Julie Belgraver Fanny Östlund            | 6–1, 6–4         |

## Eredményei Grand Slam-tornákon

### Egyéniben
| Grand Slam | Australian Open | Australian Open      | Roland Garros (bajnokság) | Roland Garros (bajnokság) | Wimbledon      | Wimbledon                   | US Open        | US Open              |
| Év         | Eredmény        | Utolsó ellenfél      | Eredmény                  | Utolsó ellenfél           | Eredmény       | Utolsó ellenfél             | Eredmény       | Utolsó ellenfél      |
| 2010       | –               | –                    | –                         | –                         | Selejtező      | Selejtező                   | Selejtező      | Selejtező            |
| 2011       | –               | –                    | 2. kör                    | A. Pavljucsenkova         | 1. kör         | E. Baltacha                 | 2. kör         | Ch. Scheepers        |
| 2012       | 3. kör          | V. Azaranka          | 1. kör                    | Lauren Davis              | 1. kör         | V. Zvonarjova               | 1. kör         | B. Jovanovski        |
| 2013       | 1. kör          | K. Pervak            | 1. kör                    | Angelique Kerber          | 2. kör         | Madison Keys                | 2. kör         | Alison Riske         |
| 2014       | 3. kör          | Flavia Pennetta      | 3. kör                    | Pauline Parmentier        | 2. kör         | Petra Kvitová               | 2. kör         | Varvara Lepchenko    |
| 2015       | 2. kör          | Petra Kvitová        | 1. kör                    | Paula Kania               | 1. kör         | Anasztaszija Pavljucsenkova | 3. kör         | Varvara Lepchenko    |
| 2016       | 1. kör          | Flavia Pennetta      | 1. kör                    | Pauline Parmentier        | 2. kör         | Petra Kvitová               | 1. kör         | Varvara Lepchenko    |
| 2017       | 4. kör          | Venus Williams       | 1. kör                    | Cvetana Pironkova         | 1. kör         | Coco Vandeweghe             | 1. kör         | Jekatyerina Makarova |
| 2018       | 2. kör          | Anett Kontaveit      | 1. kör                    | Angelique Kerber          | 1. kör         | Yanina Wickmayer            | 1. kör         | Markéta Vondroušová  |
| 2019       | 1. kör          | Anastasija Sevastova | 1. kör                    | Caroline Garcia           | 1. kör         | Marie Bouzková              | –              | –                    |
| 2020       | Selejtező (Q1)  | Selejtező (Q1)       | –                         | –                         | –              | –                           | –              | –                    |
| 2021       | 2. kör          | Karolína Muchová     | Selejtező (Q2)            | Selejtező (Q2)            | 1. kör         | Csu Lin                     | Selejtező (Q1) | Selejtező (Q1)       |
| 2022       | –               | –                    | –                         | –                         | –              | –                           | –              | –                    |
| 2023       | Selejtező (Q1)  | Selejtező (Q1)       | Selejtező (Q2)            | Selejtező (Q2)            | Selejtező (Q1) | Selejtező (Q1)              | Selejtező (Q1) | Selejtező (Q1)       |
| 2024       | –               | –                    | Selejtező (Q1)            | Selejtező (Q1)            | Selejtező (Q1) | Selejtező (Q1)              | Selejtező (Q1) | Selejtező (Q1)       |
| 2025       | Selejtező (Q1)  | Selejtező (Q1)       | Selejtező (Q1)            | Selejtező (Q1)            | Selejtező (Q1) | Selejtező (Q1)              |                |                      |

### Párosban
| Grand Slam | Australian Open        | Australian Open                    | Roland Garros (bajnokság) | Roland Garros (bajnokság)        | Wimbledon                | Wimbledon                             | US Open                | US Open                           |
| Év         | Eredmény Partner       | Utolsó ellenfél                    | Eredmény Partner          | Utolsó ellenfél                  | Eredmény Partner         | Utolsó ellenfél                       | Eredmény Partner       | Utolsó ellenfél                   |
| 2012       | 1. kör Anne Keothavong | Petra Martić Kristina Mladenovic   | 1. kör Varvara Lepchenko  | Peng Suaj Cseng Csie             | 1. kör Angelique Kerber  | Dominika Cibulková Daniela Hantuchová | 2. kör Tatjana Malek   | Andrea Hlaváčková Lucie Hradecká  |
| 2013       | 1. kör Alizé Cornet    | A Panova G Voszkobojeva            | 2. kör Līga Dekmeijere    | Vania King Monica Niculescu      | 1. kör Līga Dekmeijere   | M Moulton-Levy Csang Suaj             | 2. kör Līga Dekmeijere | Jelena Janković M Lučić-Baroni    |
| 2014       | 1. kör M Moulton-Levy  | Sara Errani Roberta Vinci          | 1. kör Virginie Razzano   | I-C Begu Karin Knapp             | 1. kör Janette Husárová  | A. Pavljucsenkova Lucie Šafářová      | 1. kör A Panova        | Doi Miszaki E Szvitolina          |
| 2015       | 2. kör Mandy Minella   | Sara Errani Roberta Vinci          | 1. kör Mandy Minella      | A Dulgheru M Rybáriková          | 3. kör Ljudmila Kicsenok | J Makarova J Vesznyina                | 2. kör Laura Siegemund | Csan Hao-csing Csan Jung-zsan     |
| 2016       | 1. kör Laura Siegemund | M Lučić-Baroni Barbora Strýcová    | –                         | –                                | 1. kör Csuang Csia-zsung | Hozumi Eri Kato Miju                  | 1. kör Laura Siegemund | J Makarova J Vesznyina            |
| 2017       | –                      | –                                  | 1. kör Carina Witthöft    | Darija Jurak Anastasia Rodionova | 2. kör Anett Kontaveit   | Andreja Klepač MJ Martínez Sánchez    | 2. kör Carina Witthöft | Lucie Hradecká Kateřina Siniaková |
| 2018       | 2. kör Carina Witthöft | Aojama Súko Jang Csao-hszüan       | –                         | –                                | –                        | –                                     | –                      | –                                 |
| 2019       | 1. kör Sofia Kenin     | Lucie Hradecká J Makarova          | –                         | –                                | 1. kör Xenia Knoll       | Hszie Su-vej Barbora Strýcová         | –                      | –                                 |
| 2020       | –                      | –                                  | –                         | –                                | –                        | –                                     | –                      | –                                 |
| 2021       | 2. kör Csu Lin         | Aleksandra Krunić Martina Trevisan | –                         | –                                | 2. kör Julia Wachaczyk   | Aleksandra Krunić Nina Stojanović     | –                      | –                                 |

## Év végi világranglista-helyezései
| Év     | 2007 | 2008 | 2009 | 2010 | 2011 | 2012 | 2013 | 2014 | 2015 | 2016 | 2017 | 2018 | 2019 | 2020 | 2021 | 2022 | 2023 |
| Egyéni | 937. | 516. | 356. | 208. | 67.  | 39.  | 34.  | 43.  | 44.  | 183. | 48.  | 81.  | 172. | 228. | 272. | 275. | 245. |
| Páros  | –    | 614. | 620. | 350. | –    | 255. | 89.  | 111. | 67.  | 787. | 232. | 134. | 106. | 122. | 130. | 502. | –    |